# Absolute Drift
Absolute Drift là tựa game đua xe do hãng Funselektor Labs đồng phát triển và phát hành vào ngày 29 tháng 7 năm 2015 trên Windows, OS X và Linux. Trò chơi này còn được phát hành vào ngày 29 tháng 8 năm 2016 và ngày 25 tháng 8 năm 2017 trên PlayStation 4 và Xbox One với tên gọi Absolute Drift: Zen Edition. Các bản sao vật lý bằng đĩa đã được phát hành cho hệ máy chơi game PlayStation 4 thông qua Limited Run Games vào ngày 13 tháng 10 năm 2017 và được giới hạn ở 4.000 bản. Phiên bản Nintendo Switch được phát hành vào ngày 3 tháng 12 năm 2020.

## Lối chơi
Absolute Drift có 5 khu vực đua tự do và 34 đường đua. Trong các khu vực đua tự do, có nhiều mục tiêu khác nhau để người chơi hoàn thành nhằm mở khóa nhiều cấp độ và mẫu ô tô mới hơn. Những đường đua này còn có các mục tiêu cần hoàn thành, bao gồm cả việc giành điểm trong hệ thống tính điểm dựa trên kỹ năng trượt bánh sau.

## Hệ máy
Absolute Drift: Zen Edition được phát hành trên PlayStation 4 và bày bán vào ngày 15 tháng 11 tại nước Mỹ. Game cũng được phát hành trên Xbox One vốn ra mắt vào tháng 11. Absolute Drift bắt đầu trên hệ điều hành Windows, OS X và Linux vào ngày 29 tháng 8 năm 2016, một tháng trước khi phát hành bản Zen Edition. Sau đó, trò chơi này được cung cấp trên iOS và Android vào năm 2018. Phiên bản Nintendo Switch được phát hành vào ngày 3 tháng 12 năm 2020.

## Đón nhận
Trên Windows, Absolute Drift nhận được nhiều ý kiến trái chiều hoặc trung bình từ giới phê bình game trên Metacritic, Trong lúc Absolute Drift: Zen Edition received nhận được những đánh giá chung tích cực trên PlayStation 4. GameSpew đã đánh giá trò chơi trên PlayStation 4 và cho 5/10 điểm.